# Jean de Sperati
Jean de Sperati (* 14 octombrie 1884 în Pisa; † 27 aprilie 1957 în Aix-les-Bains) a fost unul dintre cei mai renumiți falsificatori de mărci poștale din lume. Timbrele falsificate de el arătau atât de bine încât chiar și experții în identificarea lor le-au atestat ca fiind autentice. Era tipograf de profesie și specialist în gravură. Pentru deprinderea sa de a imita perfect motivul, hârtia și tiparul, a fost denumit "Rubens al filateliei".